# KAC de Kénitra (omnisports)
| Sections du KAC de Kénitra | Sections du KAC de Kénitra | Sections du KAC de Kénitra |
| -------------------------- | -------------------------- | -------------------------- |
| Football                   | Basket-ball                | Handball                   |
| Volley-ball                | Taekwondo                  | Rugby à XV                 |
| Boxe                       | Cyclisme                   | Karaté                     |

Le KAC de Kénitra est un club omnisports marocain basé à Kénitra et dont la section football a été fondée en 1938, c'est la section la plus ancienne et la plus titré du club, et c'est à cette section qu'on fait référence, quand on parle du "KAC de Kénitra".

## Historique
La première section à avoir été créé est la section de football en 1938.

## Sections actuelles

### Section principale
- Football - Kénitra Athlétic Club

### Autres sections
- Athlétisme
- Basket-ball - voir article KAC de Kénitra (basket-ball)
- Boxe
- Cyclisme
- Handball - voir article KAC de Kénitra (handball)
- Karaté
- Lutte
- Rugby à XV - voir article KAC de Kénitra (rugby à XV)
- Taekwondo
- Volley-ball - voir article KAC de Kénitra (volley-ball)